# Équipe de Tunisie féminine de football des moins de 17 ans
Cet article traite de l'équipe féminine. Pour l'équipe masculine, voir Équipe de Tunisie des moins de 17 ans de football.
Maillots
Actualités
L'équipe de Tunisie féminine de football des moins de 17 ans est constituée par une sélection des meilleures joueuses tunisiennes sous l'égide de la Fédération tunisienne de football.

## Coupe du monde féminine de football des moins de 17 ans
- Coupe du monde féminine de football des moins de 17 ans 2010 : tour préliminaire
  - Afrique du Sud 1-0  Tunisie
  -  Tunisie 1-2 Afrique du Sud

## Coupe d'Afrique féminine de football des moins de 17 ans
- Coupe d'Afrique féminine de football des moins de 17 ans 2011 : 
  - Soudan 1-2  Tunisie
  -  Tunisie 4-1 Soudan

## Effectif
| - Amri Soumaya - Rahma Ghars - Imen Amri - Radhia Doghmani - Sana Boughalleb - Meriam Houij - Rania Aouina - Hela Zaara - Salam Ben Neya - Maha Romdhani - Meriam Ben Sassi | - Imen Aouichi - Asma Zarrouk - Fatma Zahra Barrani - Harouni Menyar - Chayma Abassi - Emna Hamdi - Dorra Slaymi - Sahar Hakiri - Wafa Massoud - Hela Ennour Mlaweh |

## Staff
- Entraîneur national : Wifek Belakhal
- Préparateur physique : Karim Khalfallah
- Entraîneur des gardiens de but : Béchir Hajri
- Médecin : Monia Slim
- Kinésithérapeute : Manal Laamari
- Responsable administratif : Sarnia Majdri
- Responsable du matériel : Imed Chelha